# Oecobius idolator
Oecobius idolator är en spindelart som beskrevs av Shear och Benoit 1974. Oecobius idolator ingår i släktet Oecobius och familjen Oecobiidae. Inga underarter finns listade i Catalogue of Life.